# Primera Divisió (2004/2005)
Primera Divisió 2004/2005 był to 10. sezon andorskiej pierwszej klasy rozgrywkowej w piłce nożnej. Brało w niej udział 8 zespołów, które grały ze sobą systemem „każdy z każdym”. Mistrzowskiego tytułu nie obroniła FC Santa Coloma. Nowym mistrzem Andory została UE Sant Julià, dla której był to pierwszy tytuł mistrzowski w historii klubu. 

## Zasady rozgrywek
Osiem uczestniczących drużyn, grają mecze każdy z każdym w pierwszej fazie rozgrywek. W ten sposób odbywa się pierwszych 14 meczów. Następnie liga zostaje podzielona na dwie grupy po cztery zespoły. W obydwóch grupach drużyny rozgrywają kolejne mecze – dwukrotnie (mecz i rewanż) z każdą z drużyn ze znajdujących się w jej macierzystej połówce tabeli. W ten sposób każda z drużyn rozgrywa kolejnych sześć meczów, a punkty i bramki zdobyte w pierwszej fazie są brane pod uwagę w fazie drugiej. Górna połówka tabeli walczy o mistrzostwo Andory oraz kwalifikacje do rozgrywek europejskich, natomiast dolna połówka broni się przed spadkiem. Do niższej ligi spada bezpośrednio ostatnia drużyna.

## Drużyny
| Uczestnicy poprzedniej edycji                                                                                 | Uczestnicy poprzedniej edycji | Uczestnicy poprzedniej edycji | Uczestnicy poprzedniej edycji |
| --- | ----------------------------- | ----------------------------- | ----------------------------- |
| SFC | FC Santa Coloma               | 1                             |                               |
| SJU | UE Sant Julià                 | 2                             |                               |
| RAN | FC Rànger's                   | 3                             |                               |
| ENC | FC Encamp                     | 4                             |                               |
| PRI | CE Principat                  | 5                             |                               |
| LUS | FC Lusitanos                  | 6                             |                               |
| INT | Inter Club d’Escaldes         | 7                             |                               |
| Awans z Segona Divisió                                                                                        |                               |                               |                               |
| ATL | Atlètic D'Escaldes            |                               |                               |
| Oznaczenia: - kolumna pierwsza – skróty nazw drużyn, - kolumna trzecia – miejsce zajęte w poprzednim sezonie. |                               |                               |                               |

## Stadiony
Wszystkie drużyny grające w Primera Divisió rozgrywały wszystkie spotkania ligowe na Estadi Comunal d'Aixovall w Aixovall.

## Pierwsza runda

### Tabela
| Lp. | Drużyna               | M  | Z  | R | P  | Bramki | Bramki | Różn. | Pkt | Uwagi                               |
| --- | --------------------- | -- | -- | - | -- | ------ | ------ | ----- | --- | ----------------------------------- |
| 1   | UE Sant Julià         | 14 | 13 | 0 | 1  | 42     | 8      | +34   | 39  | Kwalifikacja do grupy mistrzowskiej |
| 2   | FC Rànger's           | 14 | 12 | 0 | 2  | 46     | 13     | +33   | 36  | Kwalifikacja do grupy mistrzowskiej |
| 3   | FC Santa Coloma       | 14 | 11 | 0 | 3  | 43     | 15     | +28   | 33  | Kwalifikacja do grupy mistrzowskiej |
| 4   | CE Principat          | 14 | 6  | 1 | 7  | 19     | 21     | −2    | 19  | Kwalifikacja do grupy mistrzowskiej |
| 5   | Inter Club d’Escaldes | 14 | 5  | 2 | 7  | 27     | 37     | −10   | 17  | Kwalifikacja do grupy spadkowej     |
| 6   | FC Encamp             | 14 | 2  | 2 | 10 | 11     | 32     | −21   | 8   | Kwalifikacja do grupy spadkowej     |
| 7   | FC Lusitanos          | 14 | 2  | 1 | 11 | 13     | 37     | −24   | 7   | Kwalifikacja do grupy spadkowej     |
| 8   | Atlètic D'Escaldes    | 14 | 2  | 0 | 12 | 11     | 49     | −38   | 6   | Kwalifikacja do grupy spadkowej     |

### Wyniki pierwszej rundy
| Gospodarz \ Gość      | ATL | ENC | INT | LUS | PRI | RAN | SFC | SJU |
| Atlètic D'Escaldes    |     | 3:0 | 0:4 | 1:3 | 0:2 | 1:4 | 0:5 | 0:2 |
| FC Encamp             | 2:0 |     | 0:3 | 1:2 | 0:2 | 0:2 | 2:6 | 0:2 |
| Inter Club d’Escaldes | 5:3 | 0:0 |     | 1:1 | 1:0 | 3:8 | 2:3 | 0:5 |
| FC Lusitanos          | 0:1 | 2:3 | 1:2 |     | 0:1 | 0:2 | 0:3 | 1:7 |
| CE Principat          | 5:2 | 1:1 | 4:3 | 2:0 |     | 0:1 | 0:5 | 0:2 |
| FC Rànger's           | 8:0 | 3:0 | 5:0 | 5:1 | 2:0 |     | 3:2 | 0:3 |
| FC Santa Coloma       | 5:0 | 3:1 | 4:1 | 3:1 | 3:2 | 0:1 |     | 1:0 |
| UE Sant Julià         | 4:0 | 3:1 | 3:2 | 5:1 | 1:0 | 3:2 | 2:0 |     |

Źródło: RSSSF
Objaśnienia:
1Drużyna gospodarzy jest wymieniona po lewej stronie tabeli.
Kolory: zielony – zwycięstwo gospodarzy, żółty – remis, różowy – zwycięstwo gości.

## Druga runda

### Grupa mistrzowska
| Lp. | Drużyna             | M  | Z  | R | P  | Bramki | Bramki | Różn. | Pkt | Uwagi                                |
| --- | ------------------- | -- | -- | - | -- | ------ | ------ | ----- | --- | ------------------------------------ |
| 1   | UE Sant Julià (M)   | 20 | 18 | 0 | 2  | 61     | 14     | +47   | 54  | Puchar UEFA • I runda kwalifikacyjna |
| 2   | FC Rànger's         | 20 | 17 | 0 | 3  | 59     | 15     | +44   | 51  | Puchar Intertoto • I runda           |
| 3   | FC Santa Coloma (P) | 20 | 12 | 1 | 7  | 50     | 26     | +24   | 37  |                                      |
| 4   | CE Principat        | 20 | 6  | 2 | 12 | 23     | 45     | −22   | 20  |                                      |

### Grupa spadkowa
| Lp. | Drużyna               | M  | Z | R | P  | Bramki | Bramki | Różn. | Pkt | Uwagi                    |
| --- | --------------------- | -- | - | - | -- | ------ | ------ | ----- | --- | ------------------------ |
| 5   | Inter Club d’Escaldes | 20 | 7 | 4 | 9  | 36     | 44     | −8    | 25  |                          |
| 6   | FC Lusitanos          | 20 | 5 | 2 | 13 | 24     | 48     | −24   | 17  |                          |
| 7   | Atlètic D'Escaldes    | 20 | 5 | 0 | 15 | 19     | 58     | −39   | 15  |                          |
| 8   | FC Encamp (S)         | 20 | 4 | 3 | 13 | 19     | 41     | −22   | 15  | Spadek do Segona Divisió |

### Wyniki drugiej rundy

#### Grupa mistrzowska
| Gospodarz \ Gość | PRI | RAN | SFC | SJU |
| CE Principat     |     | 0:5 | 1:2 | 1:4 |
| FC Rànger's      | 3:0 |     | 2:0 | 0:1 |
| FC Santa Coloma  | 2:2 | 0:1 |     | 1:2 |
| UE Sant Julià    | 8:0 | 1:2 | 3:2 |     |

Źródło: RSSSF
Objaśnienia:
1Drużyna gospodarzy jest wymieniona po lewej stronie tabeli.
Kolory: zielony – zwycięstwo gospodarzy, żółty – remis, różowy – zwycięstwo gości.

#### Grupa spadkowa
| Gospodarz \ Gość      | ATL | ENC | INT | LUS |
| Atlètic D'Escaldes    |     | 3:0 | 3:2 | 1:2 |
| FC Encamp             | 2:0 |     | 0:0 | 4:2 |
| Inter Club d’Escaldes | 0:1 | 2:1 |     | 2:2 |
| FC Lusitanos          | 3:0 | 2:1 | 0:3 |     |

Źródło: RSSSF
Objaśnienia:
1Drużyna gospodarzy jest wymieniona po lewej stronie tabeli.
Kolory: zielony – zwycięstwo gospodarzy, żółty – remis, różowy – zwycięstwo gości.